# 沖ノ島 (佐賀県)

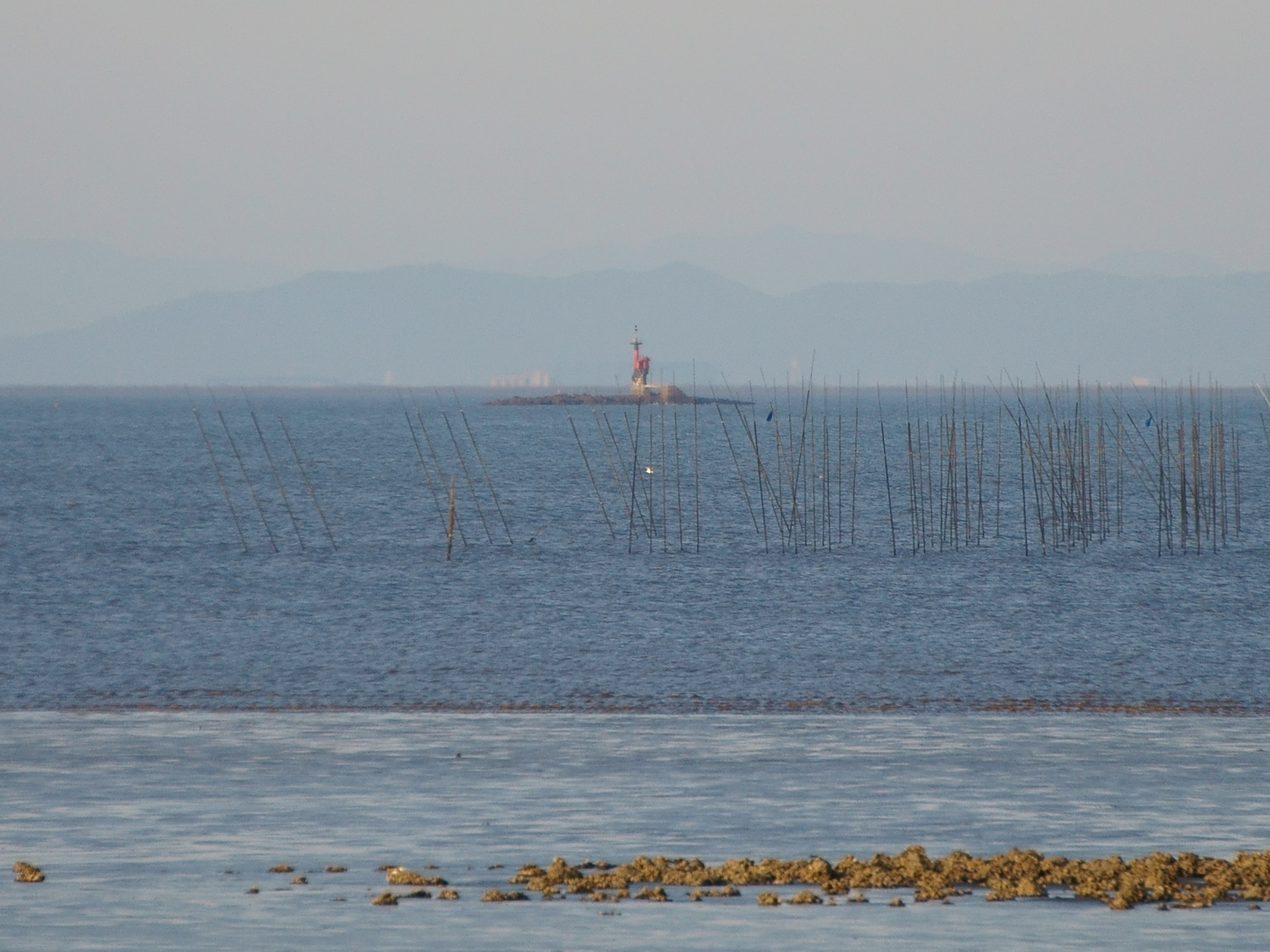
干潮時の沖ノ島の遠景。大魚神社海中鳥居（太良町多良）付近から撮影

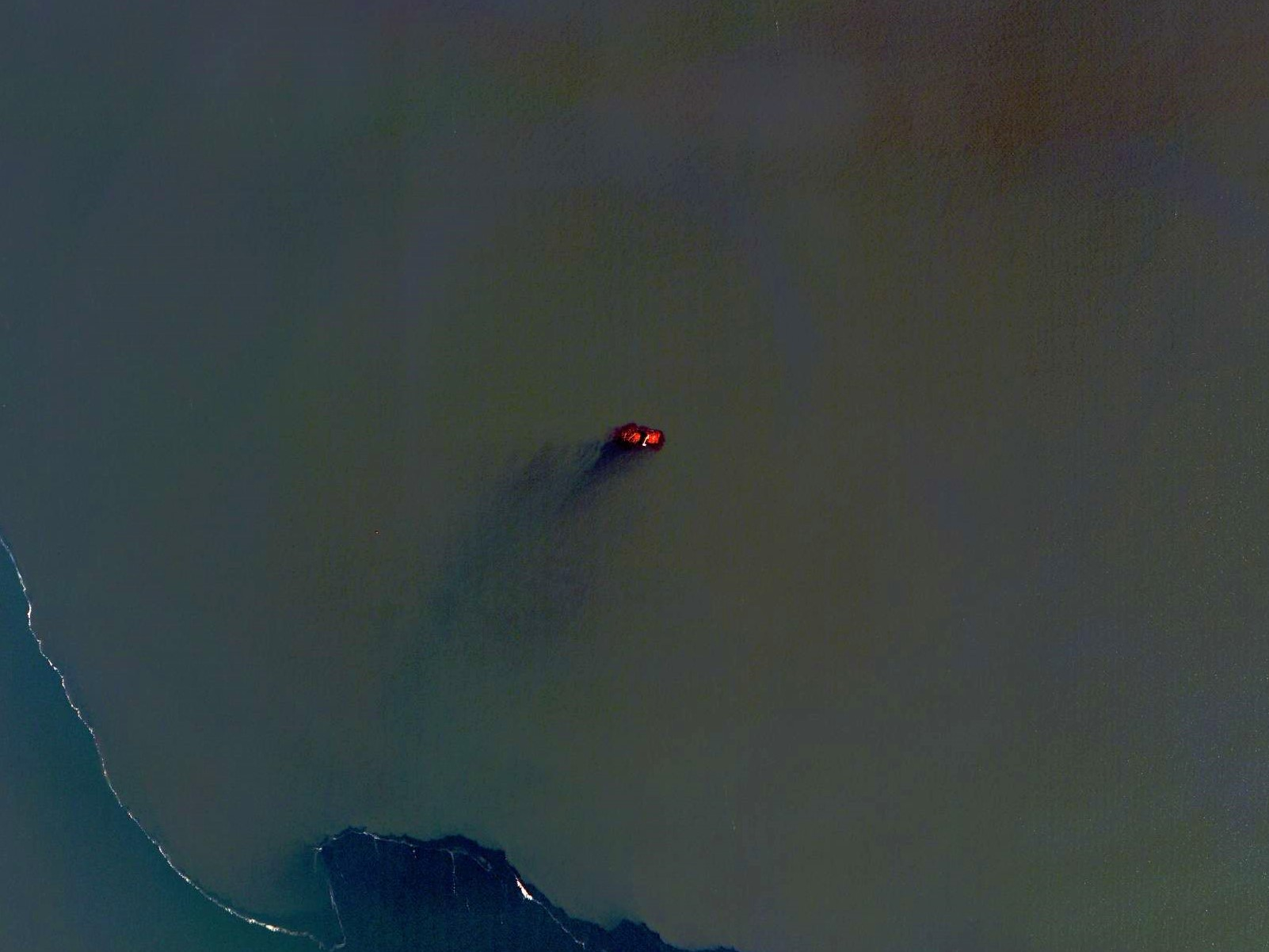
沖ノ島の空中写真。
2008年3月15日撮影。。

沖ノ島（おきのしま）は佐賀県藤津郡太良町の有明海にある島。岩礁。佐賀県内の有明海では唯一の島とされる。沖髪大明神が鎮座するほか、おしまさんの伝説で有名であり、「沖ノ島とおしまさん」が水産庁が2006年に選出した「未来に残したい漁業漁村の歴史文化財産百選」に選ばれている。

## 概要
太良町と鹿島市の境、箱崎の東方5.5kmにある、満潮時には水面下に没する岩礁。男島、女島の2つの岩礁からなる。男島には孤立障害標識として、三池海上保安部が管理する沖ノ神瀬灯標が1950年に設置されている。女人禁制の島で女性は上陸できない。幾つかの信仰の場として知られる島。

## 伝説

### 御髪神信仰

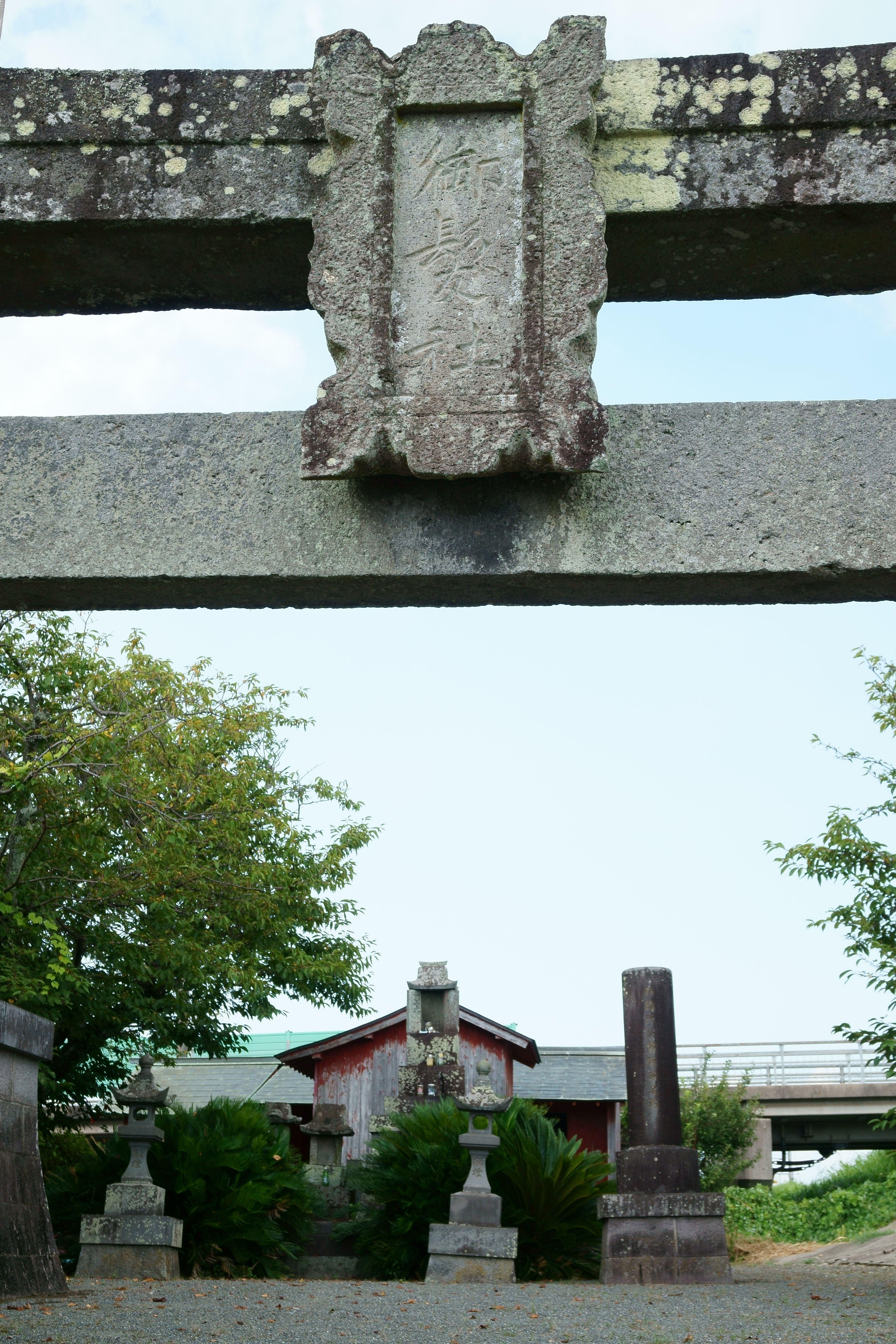
久保田町久富の御髪社

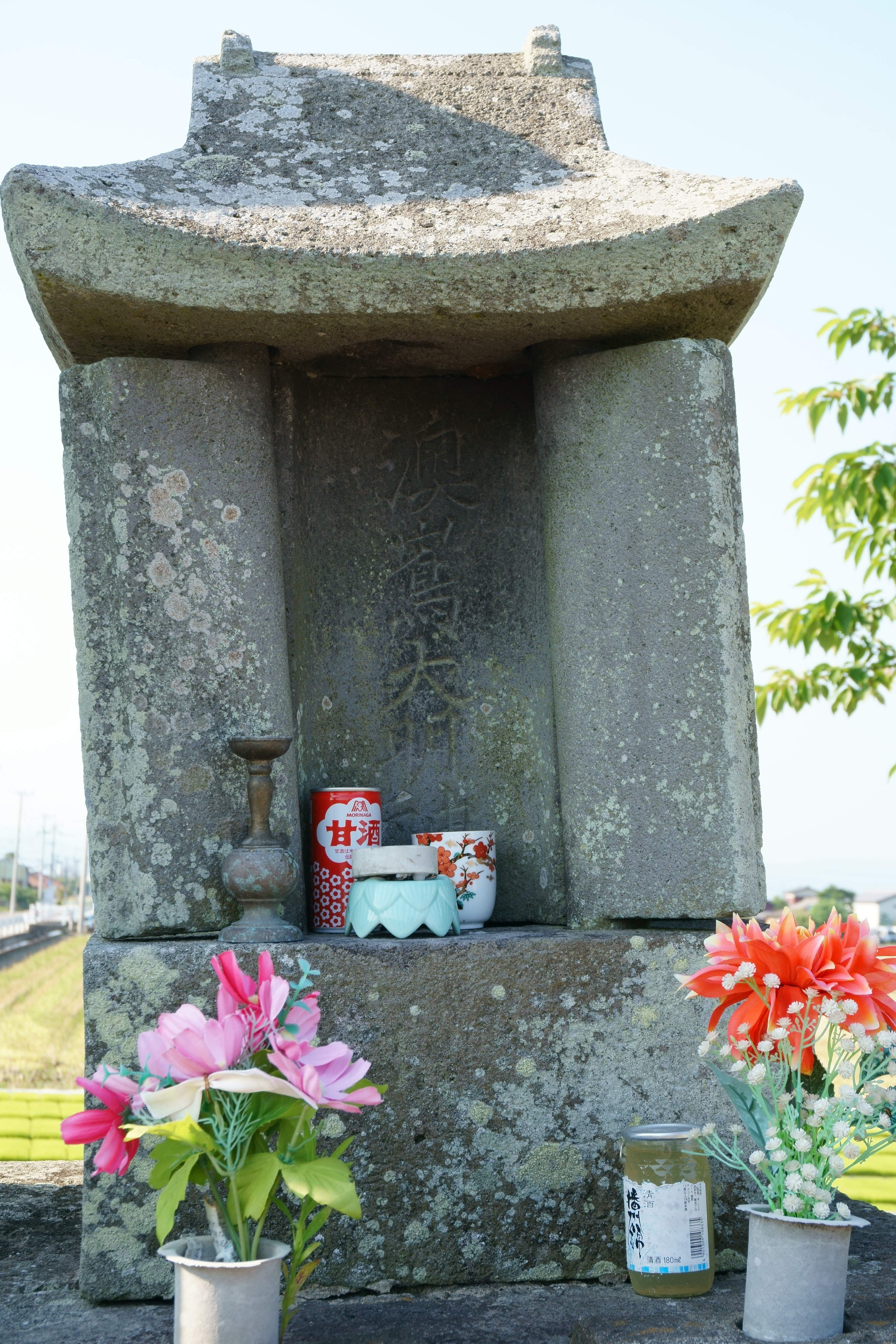
久保田町久富搦東 八幡社の澳嶌大明神祠

「昔、島にいた神が自分の髪を剃って海に投げ込んだところ髪は流れずにそのまま島になった」という伝説があり、別名「御髪島」と呼ばれる。沖ノ島は古来より有明海を航行する船舶の目標物となっていたため、沖ノ島を祭神とし、海上安全や大漁を祈願する御髪信仰が生まれたと見られている。御髪信仰は有明海沿岸一帯に広がっており、久保田町久富の御髪社、早津江志賀神社境内の御髪大明神石祠、鹿島市飯田戸口神社の御髪大明神記念碑、大詫間のオンガンサンとよばれる神屋敷など各地で見ることが出来る。一般には「オンガンサン」などと呼ばれている。
しかし、御髪神がどのような神なのかはあまりはっきりしていない。江戸時代の『肥前古跡縁起』に「沖の御神は、天照太神宮の御弟素戔嗚尊なり。水神にて御坐ける」との記述がある。また沿岸の七浦地区ではナマズを神使として食べることを禁忌とする風習があることから、同じくナマズを神使とする豊玉姫神や弁才天とする説もある。ほかに宗像三女神や月読命であるなどの伝承もある。

### おしまさんの伝承
「江戸時代に旱魃に悩む村を救うため、雨乞いの願をかけた村娘「おしま」が海に身を投げた。まもなく島に流れ着いた遺体が発見されたところ大雨が降り豊作となったため、おしまを島に奉り雨乞いの神として信仰した」という伝説があり、旧暦6月19日に小城市や鹿島市、佐賀市久保田町など沿岸各地で浮立を奉納し、沖ノ島にあるおしまの石像にお神酒やおにぎりを奉納する神事「沖ノ島参り」が行われる。雨乞いの神事であり、豊作を願うものであるため沿岸部以外でも行われており、佐賀市金立の金立神社では50年に一度沖ノ島に参る「お下り」という神幸祭が行われる。しかし、沿岸部での浮立は減少しており、内陸部でも佐賀市の八坂神社など祭りが途絶えてしまったところも多い。
直近の海岸で浮流が行われる鹿島市の道の駅鹿島にはおしまさんの分身が祀られている。

### その他

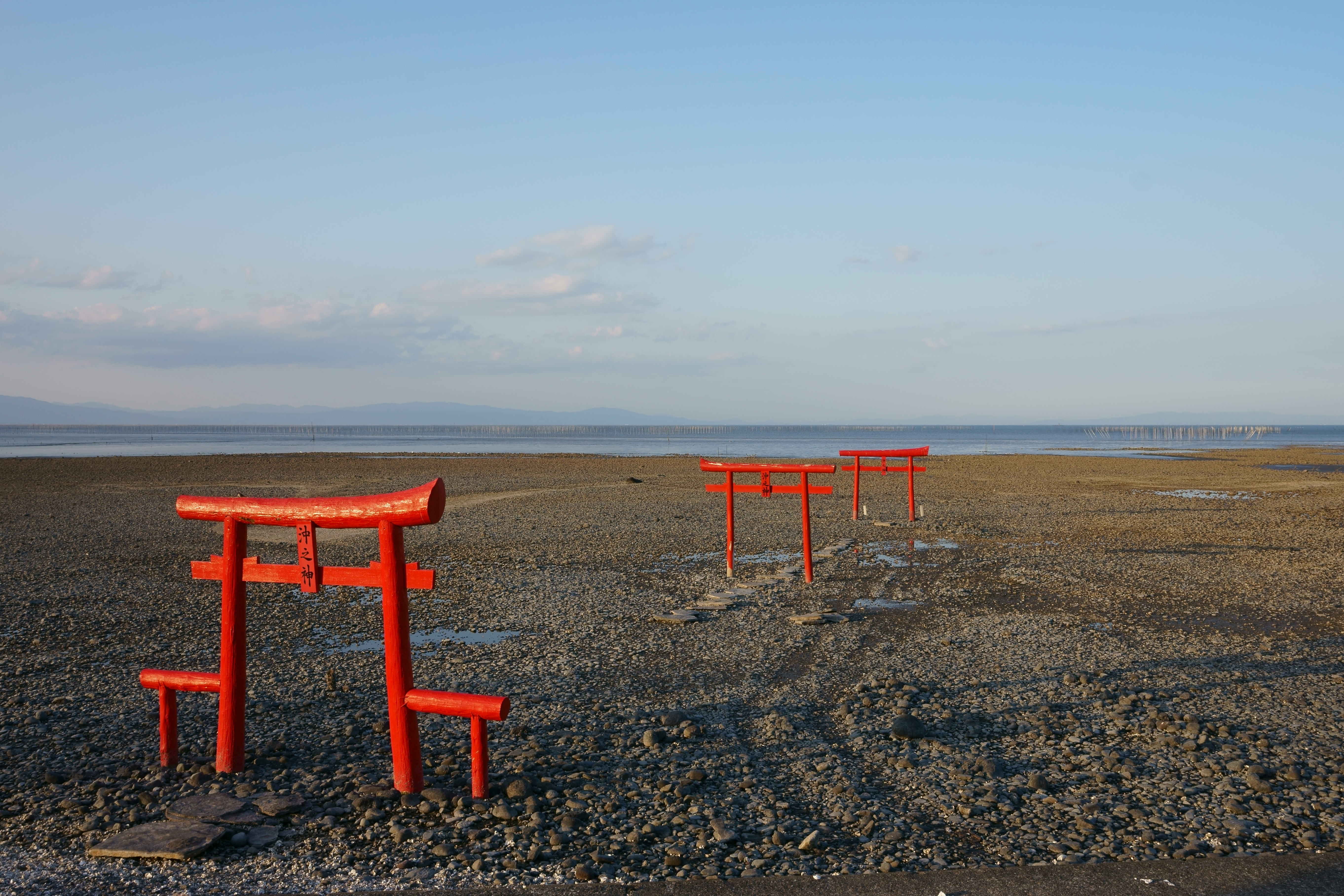
多良岳・大魚神社・沖ノ島を結ぶ線上に建てられた海中鳥居（干潮時）

太良町の大魚神社には、「悪代官に手を焼いた住民が沖ノ島に代官を招いて酒宴を開き、酔った代官を島に置き去りにした。驚いた代官は竜神に助けを求めたところ大魚（ナミノウオ）が現れ、代官は魚の背中に乗って生還した。感激した代官は魚の名を取って大魚神社を建て、神社から沖ノ島を結ぶ海中にも鳥居を立てた」と言う伝承がある。この海中鳥居は引き潮のときのみ見られるもので、30年毎に建立する慣わしが今に伝えられている。
御髪の由来については「和銅年間に行基が鹿島の地に行脚した折、弥陀・釈迦・観音の三像を彫って多良岳に納められた。そのあと、左側の方に投げてできたのが黒髪山、右に向かって投げたものが『御髪大明神』の島（沖ノ島）」とする伝説もある。